# マニウス・アキリウス・バルブス (紀元前114年の執政官)
マニウス・アキリウス・バルブス（ラテン語: Manius Acilius Balbus、生没年不明）は、紀元前2世紀後期の共和政ローマの政治家。紀元前114年に執政官（コンスル）を務めた。

## 出自
バルブスはプレブス（平民）であるアキリウス氏族の出身。アキリウス氏族が歴史に登場するのは第二次ポエニ戦争以降であり、氏族で最初に執政官となったのは紀元前191年のマニウス・アキリウス・グラブリオで、いわゆるノビレス（新貴族）の一員である。
バルブスの父は紀元前150年の執政官マニウス・アキリウス・バルブス と思われる。

## 経歴
紀元前124年にバルブスが鋳造したと思われる、デナリウス銀貨、セミス銅貨、クォドランス銅貨が現存している。デナリウスには片面にBALBVS、MN - ACILIと刻まれている。銅貨には名前はない。但し、このバルブスという名前の鋳造官が執政官バルブスであることを示す明確な証拠はない。
バルブスは遅くとも紀元前117年にはプラエトルを務め、紀元前114年に執政官となった。同僚はガイウス・ポルキウス・カトであった。但し、執政官としての業績は何も知られていない。

## 参考資料
- Broughton R. Magistrates of the Roman Republic. - New York, 1951. - Vol. I. - P. 600.
- Crawford M, Roman Republican Coinage,
- Klebs E. Acilius // Paulys Realencyclopädie der classischen Altertumswissenschaft . - 1893. - Bd. I, 1. - Kol. 251.
- Klebs E. Acilius 35 // Paulys Realencyclopädie der classischen Altertumswissenschaft . - 1893. - Bd. I, 1. - Kol. 255.